# Susegana
Susegana est une commune italienne de la province de Trévise dans la région Vénétie en Italie.

## Économie
- Electrolux possède une usine de production de réfrigérateur

## Culture

### Personnalités locales
- Domenico Longo (1977), vice-champion du monde de la pâtisserie, chef du restaurant Casa Coste à Collalto, hameau de Susegana.

## Administration
| Période                                  | Période | Identité | Étiquette | Qualité |
| ---------------------------------------- | ------- | -------- | --------- | ------- |
|                                          |         |          |           |         |
| Les données manquantes sont à compléter. |         |          |           |         |

### Hameaux
Collalto, Colfosco, Crevada, Ponte della Priula

### Communes limitrophes
Conegliano, Nervesa della Battaglia, Pieve di Soligo, Refrontolo, San Pietro di Feletto, Santa Lucia di Piave, Sernaglia della Battaglia, Spresiano